# Звёздный путь: Анимационный сериал
«Звёздный путь: Анимационный сериал» (англ. Star Trek: The Animated Series, иначе — «Звёздный путь: Мультсериал») — мультипликационный сериал, основанный на телевизионном сериале «Звёздный путь: Оригинальный сериал» и входящий в эпопею «Звёздного пути».
Первоначально мультсериал выходил под названием «Звёздный путь» (англ. Star Trek или «The Animated Adventures of Gene Roddenberry’s Star Trek»), но впоследствии был официально переименован в «Звёздный путь: Анимационный сериал».
Сериал демонстрировался каналом NBC, а позднее — каналами Nickelodeon и Sci-Fi Channel.

## О мультсериале
Мультипликационный сериал был создан компанией Filmation и состоит из двух сезонов (1973 и 1974 годов, общей продолжительностью в 22 серии).
«Анимационный сериал» является сюжетным продолжением телевизионного сериала «Звёздный путь: Оригинальный сериал» и повествует о последнем годе пятилетней исследовательской миссии звездолёта «Энтерпрайз NCC-1701» (англ. USS Enterprise NCC-1701) под командованием капитана Кирка.
Несмотря на то что мультипликационная версия имела определённые отличия от оригинального сериала, она фактически довела «Оригинальный сериал» до логического завершения.

## Роли озвучивали

Команда мультипликационного «Энтерпрайза NCC-1701»

Для озвучивания героев «Анимационного сериала» были приглашены все актёры сериала «Звёздный путь: Оригинальный сериал», за исключением Уолтера Кёнига (Павел Чехов в «Оригинальном сериале»):
- Уильям Шетнер (капитан Джеймс Кирк)
- Леонард Нимой (Спок)
- Дефорест Келли (Леонард МакКой)
- Джеймс Духан (Монтгомери Скотт)
- Нишель Николс (Ухура)
- Джордж Такеи (Хикару Сулу)
- Меджел Барретт (Кристин Чапел)

## Награды
| Год  | Награда               | Категория               | Номинант(ы)              | Результат |
| ---- | --------------------- | ----------------------- | ------------------------ | --------- |
| 1974 | Дневная премия «Эмми» | Лучший сериал для детей | Лу Шаймер, Норм Прескотт | Номинация |
| 1975 | Дневная премия «Эмми» | Лучший сериал для детей | Лу Шаймер, Норм Прескотт | Победа    |

## Эпизоды
| Сезон | Серии | Серии | Даты показа     | Даты показа     |
| Сезон | Серии | Серии | Первая серия    | Последняя серия |
| ----- | ----- | ----- | --------------- | --------------- |
| 1     | 16    | 16    | 8 сентября 1973 | 12 января 1974  |
| 2     | 6     | 6     | 7 сентября 1974 | 12 октября 1974 |

## Факты
- «Анимационный сериал» оказался мало популярен у маленьких детей. С куда большим интересом его смотрели поклонники оригинального «Звёздного пути».
- Именно в «Анимационном сериале» впервые прозвучало второе имя капитана Кирка — Тиберий.